# Antoni Wachholz
Antoni Wachholz (ur. 6 lutego 1814 w Białej, zm. 18 lipca 1873 w Krakowie) – historyk, rektor Uniwersytetu Jagiellońskiego w 1865, poseł-wirylista Sejmu Krajowego Galicji I kadencji.
Po studiach pracował w szkole w Czerniowcach. W 1847 objął Katedrę Historii Powszechnej na Uniwersytecie Jagiellońskim, jednak w 1848 przeniósł się na Uniwersytet Lwowski, gdzie objął funkcję dziekana, a następnie w latach 1857–1858 był rektorem uczelni lwowskiej. W 1860 powrócił do Krakowa, jednak z racji, że słabo mówił po polsku, wykłady prowadził w języku niemieckim. Wyznaczony został w latach 1864–1865 przez władze austriackie na rektora UJ.
Był żonaty z Joanną Zagórską, jego synem był profesor UJ Leon Wachholz. Pochowany został na cmentarzu Rakowickim (kw. IX, płd.)